# موریس ژرمو
 موریس ژرمو (فرانسوی: Maurice Germot‎؛ ۱۵ نوامبر ۱۸۸۲ – ۶ اوت ۱۹۵۸) یک تنیس‌باز اهل فرانسه بود.